# Ландшафтознавство
Ландшафтозна́вство — розділ фізичної географії, що вивчає складні природні і природно-антропогенні геосистеми — ландшафти як частини географічної оболонки Землі. Включає вчення про основні закономірності фізико-географічної дифференціації, фізико-географічне районування і власне вчення про географічний ландшафт.
Ландшафтознавство розглядає походження, структуру, зміни, просторову дифференціацію і інтеграцію ландшафтів, а також їх окремі властивості, взаємозв'язки елементів і морфологічних частин, їх зміни під впливом природних і антропогенних факторів. В межах ландшафтознавства сформувалось ряд напрямків:
- морфологія ландшафту;
- геотопологія;
- геохімія ландшафту;
- фізика ландшафту;
- прикладне ландшафтознавство та інші.

Ландшафтознавство спирається на ряд загальних підходів і методів: системний, порівняльний і історичний підходи, дистанційні (в тому числі космічні) і стаціонарні дослідження, математичні і картографічні методи. Головний метод ландшафтознавства — ландшафтна зйомка. Особливого значення набули математичне і картографічне моделювання.
До найважливіших задач ландшафтознавства відноситься розробка теоретичних основ раціонального природовикористання, в тому числі охорони природи.

## Ландшафтознавство в Україні
Ландшафознавчі дослідження в Україні мають понад столітню традицію і пов’язані вони ще з експедиціями відомого російського природознавця В.В. Докучаєва в Полтавську губернію в 1877 та 1888–94 роках. Розвиток ландшафтознавчих ідей і ландшафтознавства, починаючи від праць В.В. Докучаєва, в Україні проходив двома шляхами: 1) розроблення наукових основ і проведення комплексного фізико-географічного районування; 2) розроблення вчення про ландшафт і природні територіальні комплекси локального рівня. Обидва ці напрямки з часом злилися у єдину концепцію і становлять сьогодні теоретичний фундамент сучасного ландшафтознавства.
В історії українського ландшафтознавства з середини ХІХ ст. виділено три періоди: 
- перший – 50–60-ті рр.: пов’язаний із розробленням теоретичних і методичних основ, що супроводжувалось складанням ландшафтних карт різних масштабів, написанням перших посібників з теорії ландшафтознавства та методики ландшафтного картографування. Основна увага приділялась вивченню генезису, історії розвитку і структури ландшафтів, питанням їхньої класифікації та прикладного використання для цілей сільського господарства, землеустрою та ін.
- другий 70–80-ті рр.: характеризується підвищеною увагою до вивчення структури і, особливо, функціонування й динаміки ландшафтів як експедиційними, так і стаціонарними методами на базі комплексних географічних стаціонарів, зокрема, Академії наук України і Львівського університету. Розгорталися дослідження з геофізики і геохімії ландшафтів, широко впроваджувалися дистанційні, аерокосмічні та математичні методи у ландшафтознавство.
- третій – 90-ті рр. по сьогоднішній день: пов’язаний із значним розширенням можливостей розвитку географічної науки в умовах державної незалежності України та впровадженням нових підходів. Для цього періоду характерне впровадження постнекласичних методологій, ідей і методів екології у ландшафтознавство, геоінформаційних технологій і розроблення геоекологічних інформаційних систем. Так, наприклад, у Львівському університеті формуються середньомасштабні геоекологічні бази даних для Українських Карпат, басейну Верхнього Дністра і великомасштабні для міста Львова і кількох ключових ділянок Українських Карпат.

Особливої уваги заслуговують комплексні фізико-географічні праці академіка П.А. Тутковського, які стосуються зональності ландшафтів і ґрунтів Волині (1910) та фізико-географічних краєвидів України (1922, 1924). На підставі геологічної еволюції він розробив генетичну класифікацію краєвидів (ландшафтів) і проаналізував розподіл їх по території України. 
Важливу роль у становленні української комплексної фізичної географії відіграли праці академіка С.Л. Рудницького. Він ще в 1905 р. довів, що об’єктом географії є земля, як цілісність, земна поверхня, її закономірності і властивості, чим фактично заклав основи вчення про географічну оболонку. С.Л. Рудницький розробив термінологічний апарат географії, обґрунтував чотири підходи географічного дослідження – морфологічний, гилологічний, генетичний і динамічний, які не втратили свого значення і дотепер. С.Л. Рудницьким також були започатковані перші комплексні фізикогеографічні характеристики і описи всієї України у фундаментальних працях “Коротка географія України. Фізична географія” (1910), “Основи землезнання України” (1924–1926) та інших. 
Низка нових наукових ідей, які суттєво збагатили природничу науку, в т.ч. і фізичну географію, належать академіку В.І. Вернадському. Він заклав основи геохімії і біогеохімії, що мало значення для становлення геохімії ландшафтів, розробив вчення про біосферу і ноосферу, чим збагатив вчення про географічну оболонку.
Перспективи розвитку ландшафтознавства в Україні слід пов’язувати з фундаментальними дослідженнями, пізнанням генезису, структури, процесів динаміки і функціонування природних територіальних комплексів різних рангів, як експедиційними, так і стаціонарними і напівстаціонарними методами.
Серед видатних ландшафтознавців виокремлюються А. Г. Ісаченко, М. А. Солнцев, Д. Л. Арманд, Ф. М. Мільков, В. О. Ніколаєв, М. Д. Гродзинський та ін. Серед дослідників міських ландшафтів в Україні - Воропай Л.І., Геренчук К. І., Гуцуляк В.М., Дорфман Я.Р., Койнов М.М., Круглов І.С., Куниця М.М., Позаченюк К.А., Тютюнник Ю.Г., Яцентюк Ю.В.

### Російською
- (рос.) Методика ландшафтно-геофизических исследований и картографирования состояний природно-территориальных комплексов / Под ред. Н. Л. Беручашвили. — Тбилиси, 1983. — 199 с.
- (рос.) Миллер Г. П. Ландшафтные исследования горных и предгорных территорий. — Львов, 1974. — 202 с.
- (рос.) Джонгман Р. Г. Г. Анализ данных в экологии сообществ и ландшафтов / Р. Г. Г. Джонгман, С. Дж. Ф. Тер Браак, О. Ф. Р. Ван Тонгерен / Пер. с англ. — М., 1999. — 306 с.
- (рос.) Шищенко П. Г. Принципы и методы ландшафтного анализа в региональном проектировании. — К., 1999. — 284 с.